# Desmeocraera percontatrix
Desmeocraera percontatrix är en fjärilsart som beskrevs av Sergius G. Kiriakoff 1958. Desmeocraera percontatrix ingår i släktet Desmeocraera och familjen tandspinnare. Inga underarter finns listade i Catalogue of Life.